# Osvaldo Licini
Osvaldo Licini (Monte Vidon Corrado, 22 mars 1894 - Monte Vidon Corrado, 11 octobre 1958) est un peintre italien.

## Biographie
Il s'inscrit en 1911 à l'Académie des Beaux-arts de Bologne, puis s'installe à Paris (1917-1925) où il tire son inspiration des peintures de Henri Matisse.  
Dans les années 1920, Licini aborde la peinture de paysage, postimpressionniste et fauve, ainsi qu'une réflexion sur Morandi, mais sa première exposition (avec les futuristes) remonte à 1914, à l'Hôtel Baglioni de Bologne. 
Dans les années 1930, sa renommée est due au fait qu'il est l'un des premiers en Italie à évoluer vers l'abstraction. Membre du Milione (1934) et d'Abstraction-Création (1935), il est à Paris en 1935, où il visite l'atelier de Kandinsky et l'exposition de Man Ray à la Galerie des Cahiers d'Art. La peinture abstraite de Licini se distingue d'autres Italiens, de Côme et Milan,  par son sens poétique puissamment lyrique : Licini est alors le seul à se libérer des limites du rationalisme géométrique à travers la couleur, l'imagination et un climat expressionniste presque informel. Un des rares artistes d'alors qui pourrait lui être comparé est Klee. 
Les années 1940 sont marquées par l'abandon de tout dogme, et son art inaugure alors une fantaisie surréaliste sui generis, où les influences du Nord (son épouse était suédoise), la poésie symboliste et post-symboliste, ses pensées et motivations poétiques fusionnent dans une série d'une extraordinaire intensité qui aboutira dans les années 1950 à une immersion totale dans un monde onirique et fantastique, en plus de sa réflexion sur l'art et sur sa propre peinture. En 1958, il remporte le Grand Prix de la Biennale de Venise.

## Source
- (it) Cet article est partiellement ou en totalité issu de l’article de Wikipédia en italien intitulé « Osvaldo Licini » (voir la liste des auteurs).